# انزلاق صخري

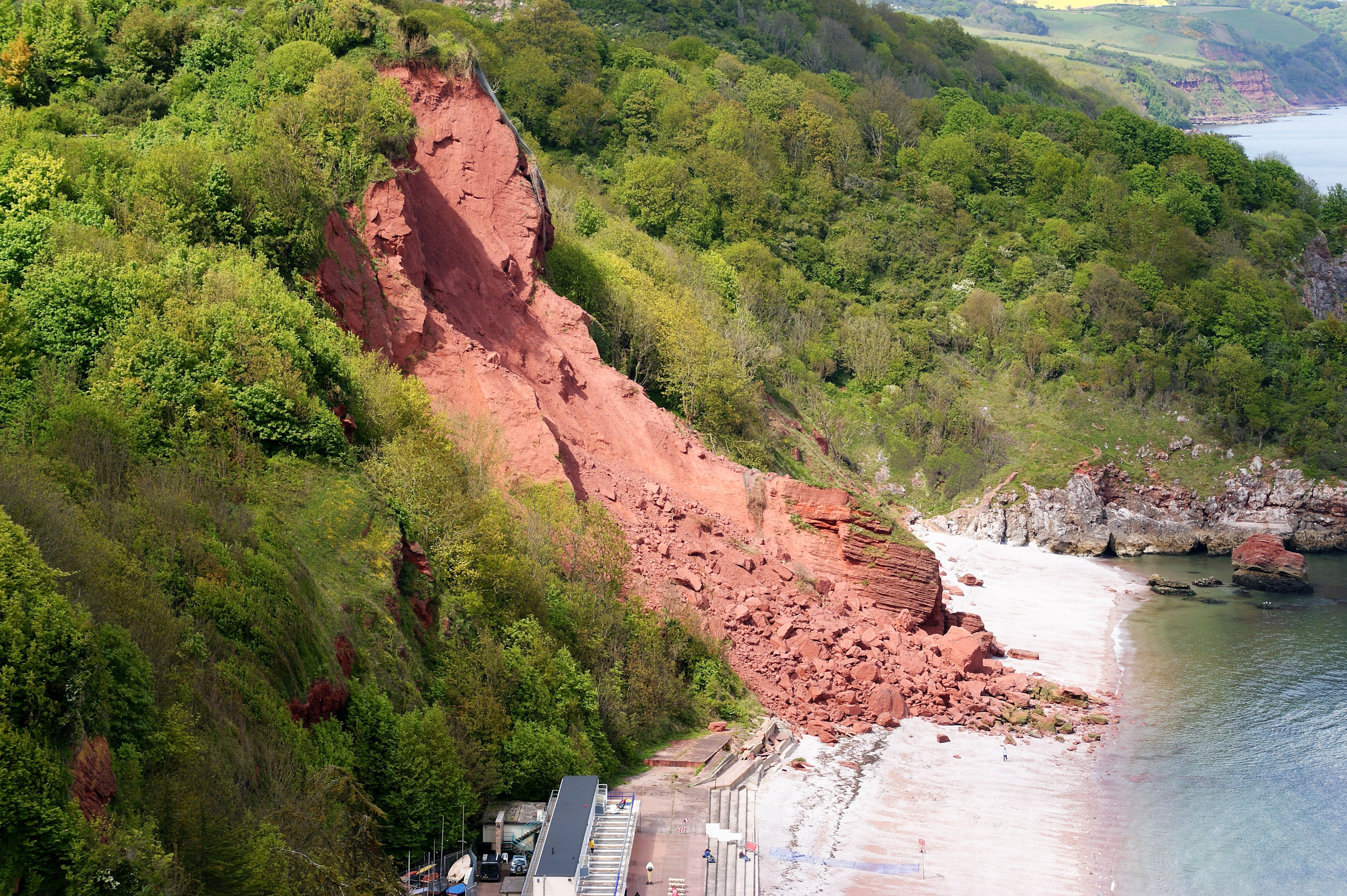
انزلاق صخري في شاطئ أوديكومب في ديفون، المملكة المتحدة.

الانزلاق الصخري هو نوع من الانزلاق الأرضي ناتج عن تفكك الصخور، حيث يمر جزء من السطح المستوى للانزلاق بصخور متماسكة وتنهار المواد بشكل جماعي وليس على شكل أحجار منفردة. وتتدحرج الصخور إلى الأسفل مسببةً تفكك صخور أخرى في طريقها أيضًا وهو ما يجعلها تحطم كل ما يعترض طريقها
ويختلف شكل الانهيار عن سقوط الأحجار.